# Otto Manigk
Otto Manigk (* 9. Februar 1902 in Breslau; † 19. August 1972 in Ückeritz) war ein deutscher Maler.

## Leben
Otto Manigk war der Sohn des Rechtswissenschaftlers Alfred Manigk und dessen Frau Elfriede, geborene Seidelmann. Er besuchte von 1912 bis 1921 das Gymnasium in Breslau und machte anschließend in Königsberg eine Tischlerlehre. 1923 besuchte er die Kunstgewerbeschule in Breslau. Er begann zunächst Innenarchitektur zu studieren, wechselte dann aber zur Bildhauerei. An der Kunstgewerbeschule lernte er Herbert Wegehaupt kennen, mit dem ihn eine lebenslange Freundschaft verband. 
1924 ging er an die Vereinigte Staatsschule Berlin-Charlottenburg. Dort wechselte er von der Bildhauerklasse Wilhelm Gerstels in die Mal- und Zeichenklasse von Ferdinand Spiegel. 1926 unternahm er eine Reise nach Italien, mit einem Studienaufenthalt auf Ischia. Im folgenden Jahr schloss er sein Studium an der Kunstschule ab.
Bereits seit 1926 besuchte er die Malschule von Johannes Walter-Kurau in Berlin-Charlottenburg. 1929 ging er nach Paris, wo er an der Académie Ranson bei Roger Bissière studierte.
Ab 1930 war er als freischaffender Künstler in Berlin tätig. In Ückeritz auf Usedom, das zu seinem Sommerwohnsitz wurde, leitete er sommerliche Malkurse mit den früheren Schülern von Walter-Kurau.
Ab 1941 konnte er wegen der Einberufung zum Kriegsdienst und späterer Kriegsgefangenschaft nicht mehr künstlerisch tätig sein. Außerdem wurde während eines Bombenangriffs auf Berlin sein Atelier zerstört und das gesamte bisher entstandene Werk vernichtet. 
Nach seiner Rückkehr aus der Kriegsgefangenschaft ließ er sich 1947 freischaffend in Ückeritz nieder. Im folgenden Jahr konnte er im Staatlichen Museum in Schwerin seine Werke ausstellen. In den 1950er Jahren führte er mehrere baugebundene Auftragsarbeiten, wie Wandbilder und Glasfenster, durch. Er war unter anderem beteiligt an der Ausgestaltung des Kulturhauses in Murchin, des Krankenschwesternwohnheims in Wolgast sowie der Oberschulen in Penkun und Zinnowitz. 1971 wurde er künstlerischer Leiter des Zirkels für bildnerisches Volksschaffen in Pasewalk.
Nach seinem Tod 1972 wurde er auf dem Ückeritzer Friedhof beigesetzt. Sein Sohn Oskar Manigk sowie seine Enkelin Henriette Manigk sind ebenfalls Kunstmaler.

## Darstellung Manigks in der bildenden Kunst
- Fritz Cremer: Bildnis des Malers Otto Manigk (Porträtbüste, um 1967)[1]

## Ausstellungen

### Einzelausstellungen
- 1942: Dessau, Anhaltinische Gemäldegalerie (mit Otto Niemeyer-Holstein, Arno König, Hans Orlowski und Anny Schröder)

- 1962: Usedom
- 1974: Rostock, Kunsthalle
- 2001/2002: Schwerin, Staatliches Museum
- 2002: Wolgast, Museum der Stadt Wolgast
- 2006/2007: Lüttenort, Neue Galerie („Malerfreundschaft: Otto Manigk, Otto Niemeyer-Holstein, Karen Schacht, Herbert Wegehaupt“)

### Ausstellungsbeteiligungen
- 1945: Schwerin, Landesmuseum („Jahresschau 1945 der Kunstschaffenden aus Mecklenburg-Vorpommern“)[2]
- 1958/1959: Dresden, Vierte Deutsche Kunstausstellung
- 1969: Rostock, Bezirkskunstausstellung
- 1979: Berlin, Altes Museum („Weggefährden – Zeitgenossen“)
- 1985: Berlin („Musik in der bildenden Kunst“)